# Eyvignes-et-Eybènes
Eyvignes-et-Eybènes est une ancienne commune française du département de la Dordogne, issue de la fusion des communes d'Eybènes et d'Eyvignes (aussi notée Eyvigues sur certains actes).

## Historique
Ancienne commune de la Dordogne, Eyvignes-et-Eybènes a existé de 1827 à 1965. Elle a été créée en 1827 par la fusion des communes d'Eybènes et d'Eyvignes.
Le 1er mars 1965, elle fusionne avec la commune de Salignac pour former la nouvelle commune de Salignac-Eyvignes, renommée en Salignac-Eyvigues en 2001.

## Démographie

### Avant la fusion des communes de 1827
Jusqu'en 1827, les communes d'Eybènes et d'Eyvignes étaient indépendantes.
| 1793 | 1800 | 1806 | 1821 |
| ---- | ---- | ---- | ---- |
| 356  | 324  | 355  | 315  |

| 1793 | 1800 | 1806 | 1821 |
| ---- | ---- | ---- | ---- |
| 308  | 308  | 417  | 367  |

### Après la fusion des communes
En 1827, les deux communes fusionnent sous le nom d'Eyvignes-et-Eybènes. Cette nouvelle commune s'associe avec Salignac en 1965 pour former la commune de Salignac-Eyvignes qui deviendra Salignac-Eyvigues en 2001.
| 1831 | 1836 | 1841 | 1846 | 1851 | 1856 | 1861 | 1866 | 1872 |
| ---- | ---- | ---- | ---- | ---- | ---- | ---- | ---- | ---- |
| 707  | 643  | 684  | 722  | 685  | 679  | 569  | 599  | 592  |

| 1876 | 1881 | 1886 | 1891 | 1896 | 1901 | 1906 | 1911 | 1921 |
| ---- | ---- | ---- | ---- | ---- | ---- | ---- | ---- | ---- |
| 603  | 557  | 537  | 515  | 535  | 517  | 453  | 366  | 320  |

| 1926 | 1931 | 1936 | 1946 | 1954 | 1962 | - | - | - |
| ---- | ---- | ---- | ---- | ---- | ---- | - | - | - |
| 315  | 258  | 253  | 238  | 201  | 173  | - | - | - |

## Lieux et monuments

### Patrimoine civil
- Château de Barbeyroux, mentionné en 1325[4].
- Château du Claud (ou du Claux), XVe et XVIe siècles, classé au titre des monuments historiques[5]
- Château d'Eyvigues, XVIe et XVIIe siècles[6].
- Manoir d'Eybènes, XVIe siècle[7].

### Patrimoine religieux
- Église Saint-Rémy d'Eyvigues.
- Église Saint-Loup d'Eybènes, XIIe siècle, inscrite depuis 1947 au titre des monuments historiques[8]. Elle recèle un autel-tabernacle du XVIIe siècle, restauré en 2021[9].